# صمام عدم رجوع

رمز لصمام لارجعي

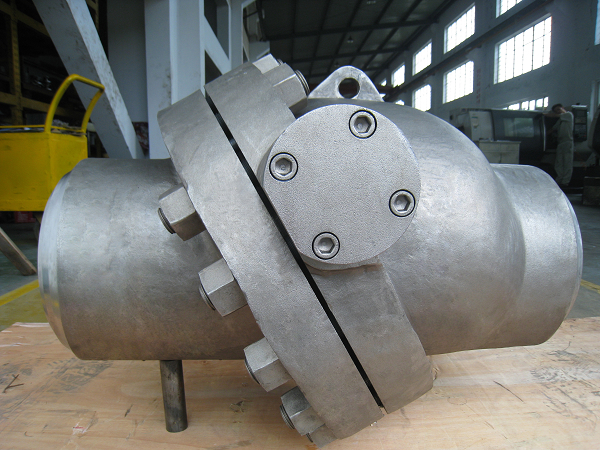
صمام لارجعي متأرجح

صمام عدم الرجوع، أو صمام اللارجعة أو صمام الاتجاه الواحد (بالإنكليزية Check Valve)، وظيفته منع الجريات العكسي وتحديد اتجاه الجريان.

## مميزات
يتميز الصمام بعدم احتواءه على مقبض يدوي للفتح والغلق، ويسمح بتوجيه خط التدفق باتجاه واحد ولا يسمح بعودته بالاتجاه المعاكس أي أنة صمام يعمل ذاتيا «بدون مشغل خارجي». على الرغم من توفره في مجموعة كبيرة من الأحجام والتكاليف، إلا أن صمامات عدم الرجوع بشكل عام بسيطة وغير مكلفة.

## أنواعه من حيث الوظيفة
- صمام عدم رجوع عادي
- صمام عدم رجوع مزدوج
- صمام عدم رجوع مرشد التشغيل
- صمام عدم الرجوع الإيقافي (Stop Check valve).

## أنواعه من حيث التصميم الداخلي
يكون على عدة أنواع:

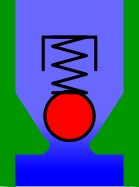
صمام عدم رجوع كروي في وضعية الفتح

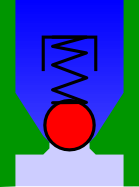
صمام عدم رجوع كروي في وضعية الغلق

- صمام عدم الرجوع ذو السدادة المتأرجحة (Swing Check Valve) حيث يُفتح عند صعود الضغط ويُغلق عند انخفاض الضغط والجريان مما يؤدي إلى منع الجريان العكسي، ويستعمل مع الصمامات البوابية Gate Valve بسبب فرق فقد الضغط القليل.
- صمام عدم الرجوع ذو السدادة الصاعدة (Lift Check Valve) والتي تستعمل في الأنابيب التي يستعمل فيها صمام Globe Valve كصمام سيطرة ويمكن استخدامه مع البخار، الهواء، الغاز، الماء وفي سرعات الجريان العالية.
- محبس عدم رجوع محوري بالياي (AXIAL Check Valve) يستخدم في محطات الرفع لتفادي الأخطار التي تحدث نتيجة التوقف المفاجئ.
- صمام عدم الرجوع الكروي (Ball Check Valve). هو صمام عدم رجوع تكون فيه كرة هي العضو المسؤول عن الغلق ومنع التدفق. كما تُحمل الكرة في بعض هذه الصمامات ة بنابض للمساعدة في إبقائها مغلقة. أما التي لا تحتوي على نابض فيعمل التدفق العكسي على تحريك الكرة باتجاه المقعد ويغلق التدفق.
- صمام عدم الرجوع الِرقيَّ (Diaphragm Check Valve). يستخدم هذا الصمام غشاء مطاطي مرن الذي يُوضع لإنشاء صمام مغلق بشكل طبيعي. يكون هناك فرق بين الجانب العلوي والجانب السفلي بمقدار معين، فيفتح صمام الفحص للسماح بالتدفق إذا زاد هذا الفرق، و بمجرد توقف الفارق الإيجابي، ينثني الغشاء تلقائيًا إلى موضعه الأصلي المغلق.
- صمام عدم الرجوع القرصي (Disc Check Valve).
- صمام عدم الرجوع الخطي (In-line Check Valve).
- صمام منقار البط (Duckbill valve).
- صمام اللارجعة الهوائي (Pneumatic Non-return Valve).
- صمام عدم رجوع رقاقي (wafer check valves).
- صمام عدم رجوع مكبسي (piston check valves).
- صمام عدم رجوع فراشي (Butterfly Check Valve)

## استعمالاته
- يستخدم لتحديد اتجاه الجريان، ومنع الجريان العكسي.
- لا يمكن أن يعتبر صمام توقف Shut-Down Valve عند عكس اتجاه الجريان.

## أماكن تركيبه
يمكن تثبيته في الأماكن التالية:
- على الخطوط الرئيسية عند مخارج محطات الطلمبات، ضمن مجموعة من الصمامات الأخرى تشمل صمام حاجز وصمام هواء وصمام غسيل وتصفية ويكون صمام عدم الرجوع هو أول صمام لجهة المحطة، يلية صمام الغسيل ثم الصمام الحاجز، ثم صمام الهواء ولصيانة صمام عدم الرجوع يتم إيقاف الطلمبات وغلق الصمام الحاجز وفك الصمام وصيانته.
- عند مخرج كل طلمبة من طلمبات الرفع داخل محطة الرفع .
- في المواسير الرئيسية التي تخدم مناطق جبلية عالية وذلك لمنع ارتداد المياه وقت عملية الإصلاح.
- بعد طلمبة الرفع داخل المباني لفصل عامود الماء عن الطلمبة.